# Zřícenina

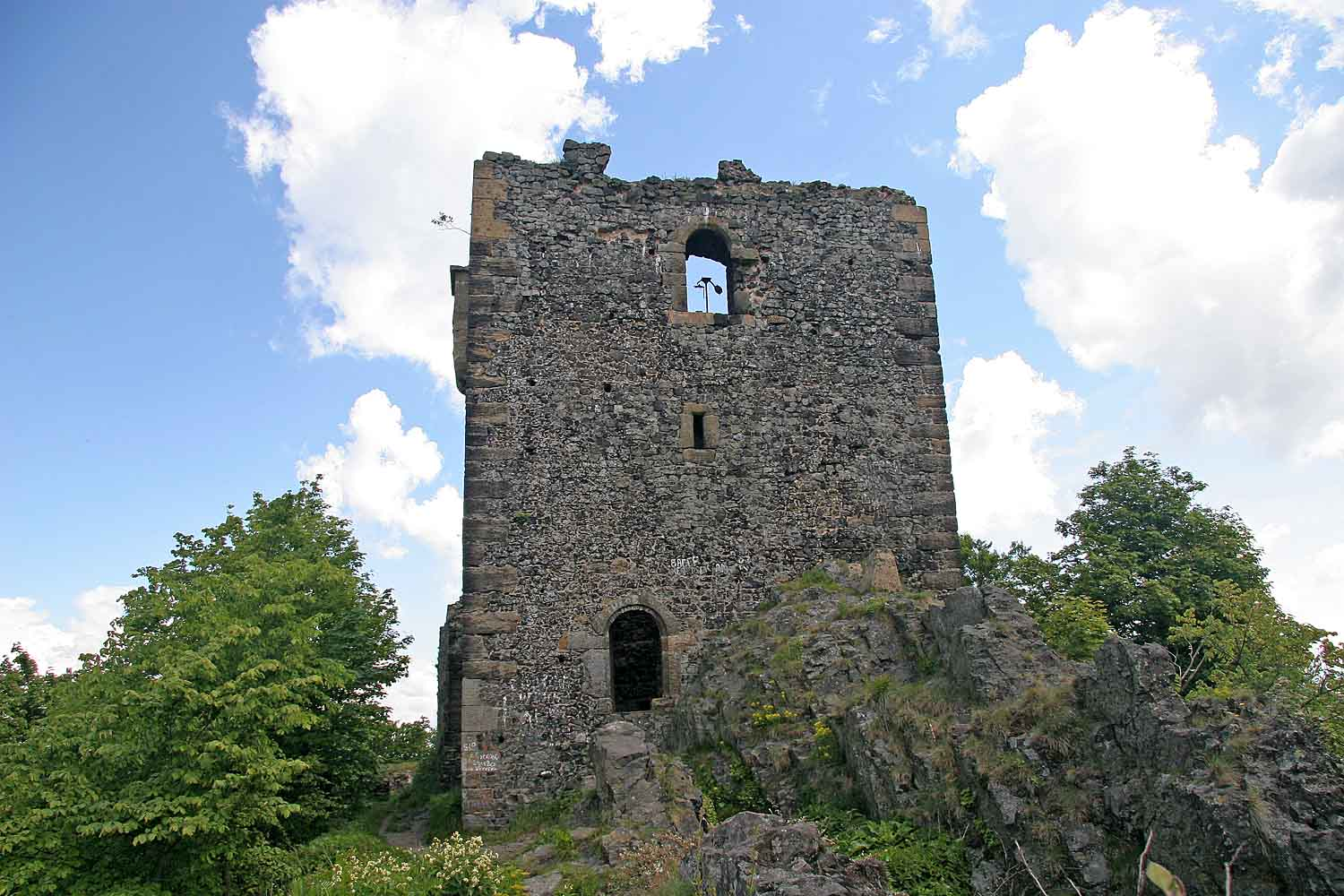
Zřícenina hradu Ralsko – zbytky věže

Zřícenina neboli ruina je zbytek kdysi kompletní lidské stavby. Jde o zchátralý zbytek stavby, která byla často poničená v důsledku válečných událostí, přírodní katastrofy nebo z jiného důvodu přestala být lidmi používána a udržována. Vystavena povětrnostním vlivům postupně chátrá.
Existují i „zříceniny“ celých osídlení (měst), zde se však častěji používá výraz ruiny (použitelný i u zřícenin jednotlivých staveb), například Machu Picchu nebo Oradour-sur-Glane. Často jsou též objektem archeologických výzkumů. V případě významnějších, historicky hodnotných nebo atraktivně umístěných staveb, které jsou hojně navštěvovány turisty, mohou být zříceniny zakonzervovány a udržovány tak, aby chátrání již dál nepokračovalo (například římské Koloseum nebo klášter Rosa coeli). V České republice jsou velmi populární zejména zříceniny hradů.
V některých případech jsou zříceniny rekonstruovány do původní podoby a některé jsou pak opět lidmi využívány (třeba Bratislavský hrad); stavby několik staletí nebo tisíciletí opuštěné ovšem už jenom jako turistická atrakce.
Existují i zříceniny umělé, postavené v novověku jako tzv. romantické zříceniny. Byly (zřídka jsou) používány prvek zahradní architektury v sadovnické tvorbě v zahradách a parcích. Měly podle svých tvůrců vyvolat dojem starobylosti a umocnit romantický ráz krajiny. Byly stavěny především na přelomu 18. a 19. století. Nejznámější umělé zříceniny jsou například na vrchu Ruinenberg v zámeckém komplexu Sanssouci v Německu nebo zřícenina kolosea ve skotském městě Oban. V České republice se nachází třeba zřícenina domu na vrchu Baba v Praze, nebo Janův hrad v Podivíně.
Zříceniny jsou významnými krajinnými prvky nejen z hlediska kulturního, ale i jako přírodní stanoviště, ať už jde o ruiny hradu či venkovskou zídku. Spousta druhů rostlin a živočichů tato místa užívá jako sekundární biotopy, častí jsou především plži (typicky např. vřetenatky), pavouci (slíďáci), kapradiny (sleziník, puchýřník), vrchoplodé mechy či rozchodníky.

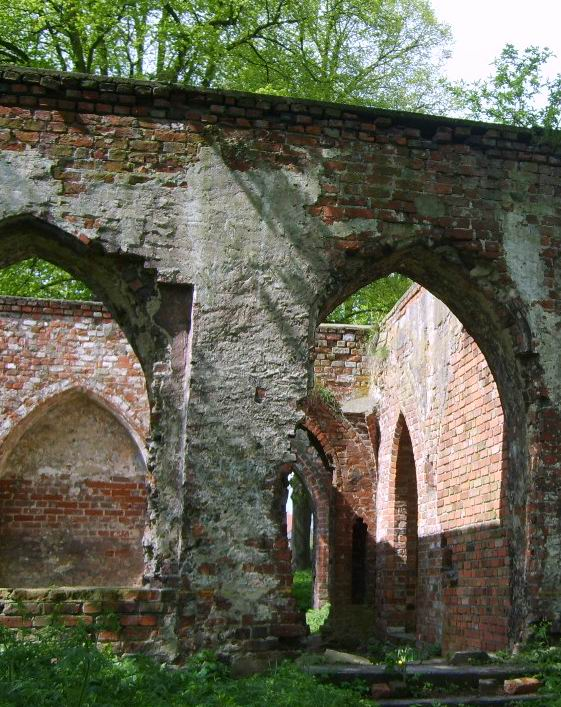
Gotický klášter, 14. století, Police – Jasienica, Polsko

## Vybrané světové zříceniny a ruiny
- Angkor Vat
- Machu Picchu
- Koloseum
- Pompeje

## Významné zříceniny v Česku
- Cornštejn
- Dívčí kámen
- Hazmburk
- Nový hrad u Kunratic
- Přimda
- Rabí
- Trosky
- Týřov